# Sussex

Sussex als traditionelle Grafschaft

Flagge der Grafschaft Sussex

Sussex [ˈsʌsɪks] (altenglisch Suþseaxe „Süd-Sachsen“) ist eine Grafschaft im Süden Englands, rund um die Stadt Brighton. Sussex ist eine der 39 traditionellen Grafschaften Englands.

## Verwaltung
Heute ist Sussex verwaltungstechnisch geteilt in die Countys West Sussex (1989 km², Hauptstadt Chichester) und East Sussex (1759 km², Hauptstadt Lewes) sowie in das Gebiet der City Brighton and Hove, die seit 1997 ein selbständiger Stadtkreis (Unitary Authority) ist.
Sussex grenzt im Norden an Surrey, im Nordosten an Kent, im Westen an Hampshire und im Süden an den Ärmelkanal.

## Geschichte
Der Name bedeutet Südliches Gebiet der Sachsen (vgl. Essex, Middlesex, Wessex) und ist seit 477 nachweisbar. Das Königreich Sussex war eines der Kleinkönigreiche der Angelsachsen. Im späten 8. Jahrhundert kam Sussex unter die Oberherrschaft des benachbarten Königreiches Wessex, in dem es 823 aufging.
Zum gegenüberliegenden normannischen Festland hatte Sussex auch schon vor der Invasion der Normannen von 1066 intensive Beziehungen. Hastings, der Ort der ersten erfolgreichen Schlacht zu Beginn der normannischen Eroberung Englands, liegt in diesem Gebiet.
Seit dem Mittelalter gab es den erblichen britischen Adelstitel des Earl of Sussex. Bis 1974 war Sussex eine zeremonielle Grafschaft, seitdem nehmen West Sussex und East Sussex diese Funktion wahr. 2018 ernannte Königin Elisabeth II. ihren Enkel Prinz Harry, anlässlich seiner Hochzeit zum Duke of Sussex.

## Geographie
Das heutige Sussex ist größtenteils flach, mit den Hügelketten der South Downs und des Weald als höchste Erhebungen. Die Flüsse sind kurz und wenig bedeutend. Es liegt langgezogen an der Küste, die auch den größten Wirtschaftsfaktor ausmacht. Neben Brighton sind noch Bognor Regis und Eastbourne bedeutende Seebäder. Im Landesinneren herrschen vor allem Obstbau und Rinderzucht vor.
Die größten Städte in Sussex sind Bexhill-on-Sea, Burgess Hill, Brighton, Chichester, Crawley, Eastbourne, East Grinstead, Hastings, Haywards Heath, Horsham, Hove und Worthing. Andere Städte sind Arundel, Battle, Crowborough, Hailsham, Lewes, Midhurst, Petworth und Uckfield. Obgleich Lancing ein Dorf ist, ist es aufgrund seiner hohen Bevölkerung ebenfalls von Bedeutung.